# Super Mario Bros. theme
Super Mario Bros. theme lub Ground Theme – utwór Kōji Kondō, który został użyty jako temat gry Super Mario Bros..

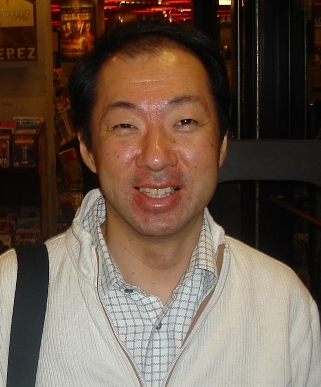
Kōji Kondō – kompozytor utworu

## Użycie w grach
Utwór „Super Mario Bros. theme” został wykorzystany wielokrotnie między innymi w grach komputerowych: Super Mario Bros., Super Mario Bros. 2, Super Mario Sunshine, a także w Super Mario World.

## Nuty
Nintendo nigdy nie opublikowało oficjalnych nut tego utworu. Ale duże zainteresowanie na nuty doprowadziło do tego, że wielu fanów udostępniło własne ustalenia nut (często to były uproszczenia lub własna interpretacja oryginalnej wersji).